# Đại dân quốc Nhân dân Xã hội chủ nghĩa Ả Rập Libya
Đại dân quốc Nhân dân Xã hội chủ nghĩa Ả Rập Libya (Tiếng Ả Rập: ‏الجماهيرية العربية الليبية الشعبية الإشتراكية العظمى Al-Jamāhīriyyah al-ʿArabiyyah al-Lībiyyah aš-Šaʿbiyyah al-Ištirākiyyah al-ʿUẓmā) là một cựu quốc gia tại Bắc Phi và giáp với Địa Trung Hải ở phía bắc, Ai Cập ở phía đông, Sudan ở phía đông nam, Tchad và Niger ở phía nam, Algérie và Tunisia ở phía tây.
Với một trữ lượng dầu mỏ đã được kiểm chứng thuộc hàng lớn nhất trên thế giới, Libya có mức thu nhập kinh tế quốc dân trên đầu người cao nhất Bắc Phi, cũng như là một trong những nước có mức GDP trên đầu người cao ở châu Phi[7]. Với tổng diện tích 1,8 triệu km², 90% trong đó là sa mạc. Với dân số chỉ có 6 triệu người và các khoản thu nhập từ dầu lửa hàng năm tới 32 tỷ đô la Mỹ trong năm 2010, tiềm năng của Libya là rất lớn, cung cấp cho người dân một hệ thống an sinh xã hội cao và rộng rãi, đặc biệt trong lĩnh vực nhà ở và giáo dục. So sánh với các nước láng giềng theo định hướng thị trường, Libya có mức nghèo tuyệt đối và tương đối khá thấp. Tuy nhiên trong 42 năm cầm quyền, Gadhafi được cho là đã biển thủ các nguồn tài trợ nhằm thu lợi cho gia đình và bộ tộc của ông.và tỉ lệ thất nghiệp tại Libya được ước tính là 30% hoặc nhiều hơn.

## Chính trị
Libya có hệ thống chính phủ kép. "Ban cách mạng" gồm Lãnh tụ Cách mạng Gaddafi, Ủy ban cách mạng và các thành viên còn lại của mười hai người trong Hội đồng Chỉ huy Cách mạng, được thành lập từ năm 1969.[20] Ban lãnh đạo cách mạng từ trước không được bầu ra và cũng không thể bị khai trừ, bởi vì họ nắm quyền lực nhờ vào công lao đã đóng góp trong cuộc cách mạng. Ban cách mạng kiểm soát quyền đưa ra quyết định của ban kia, "Ban Jamahiriya".
Là nhánh lập pháp của chính phủ, ban này gồm các Đại hội Nhân dân Địa phương tại mỗi 1.500 khu vực đô thị, 32 Sha’biyat Đại hội Nhân dân cho các vùng, và Đại hội Nhân dân Quốc gia. Các cơ chế lập pháp này được đại diện bởi các cơ chế hành pháp tương đương (Ủy ban Nhân dân Địa phương, Ủy ban Nhân dân Sha'biyat và Ủy ban Đại hội Nhân dân Quốc gia).
Bốn năm một lần các thành viên của Đại hội Nhân dân Địa phương bầu ra lãnh đạo của mình và các thư ký cho các Ủy ban Nhân dân, bằng cách giơ tay biểu quyết, thỉnh thoảng có thể là sau nhiều cuộc tranh luận và một cuộc bỏ phiếu khá gắt gao. Lãnh đạo các Ủy ban Nhân dân Địa phương đại diện cho khu vực của mình tại Đại hội Nhân dân cấp trên và là sự ủy thác bắt buộc. Các thành viên của Đại hội Nhân dân Quốc gia bầu ra các thành viên của Ủy ban Nhân dân Quốc gia(Chính phủ libya 1977 – 2011) bằng cách giơ tay biểu quyết tại kỳ họp hàng năm của mình. Cuộc họp gần đây nhất diễn ra tại Sirte 8 tháng 1–12 tháng 1 năm 2005, là kỳ họp hàng năm lần thứ 29.
Trong khi vẫn có những cuộc tranh luận về người sẽ cạnh tranh vào các chức vụ hành pháp, trên thực tế chỉ những người được ban lãnh đạo cách mạng đồng ý mới trúng cử. Chính phủ hành chính chỉ hoạt động hiệu quả khi nó thực hiện đúng các mệnh lệnh lãnh đạo do ban lãnh đạo cách mạng đưa ra. Ban lãnh đạo cách mạng có quyền phủ quyết tối cao bất kể tới quyền lực hiến pháp của chế độ dân chủ nhân dân và cái gọi là quyền lực của nhân dân. Chính phủ kiểm soát cả truyền thông nhà nước và tư nhân, và bất kỳ một bài viết nào chỉ trích các chính sách hiện thời đều đã được chỉ đạo có mục đích từ trước của chính ban lãnh đạo cách mạng, để làm ví dụ về các biện pháp cải cách. Trong những trường hợp khác, sự chỉ trích như vậy của các tờ báo tư nhân, như tờ The Tripoli Post, đã bị kiểm duyệt.
Các Đảng chính trị đã bị cấm hoạt động theo Đạo luật về việc cấm các Đảng Chính trị số 71 năm 1972.Theo Đạo luật bổ sung năm 1971 cho phép thành lập các tổ chức phi chính phủ (NGOs). Bởi vì chúng phải thích hợp với những mục tiêu của cách mạng, tuy nhiên, có quá ít các tổ chức như vậy khi so sánh với các nước xung quanh. Các Liên đoàn Thương mại cũng không hề tồn tại,nhưng nhiều hiệp hội nghề nghiệp được đưa vào trong các cơ cấu của chính phủ trở thành một trụ cột thứ ba, cùng với các Đại hội Nhân dân và các Ủy ban. Các hiệp hội đó không có quyền bãi công. Các hiệp hội nghề nghiệp cử các đại biểu tới các Đại hội nhân dân Quốc gia, và họ có tư cách đại diện.

## Nhân quyền tại Libya dưới thời Gaddafi theo sự cáo buộc của phương Tây
Theo báo cáo Nhân quyền của Bộ Ngoại giao Mỹ năm 2010, chế độ độc tài của Libya tiếp tục bị cáo buộc vi phạm nghiêm trọng nhân quyền. Một số loại vi phạm rất nhiều và nghiêm trọng của chính phủ bao gồm điều kiện nhà tù kém, bắt bớ và giam giữ, tù nhân bị biệt giam, và tù nhân chính trị được tổ chức trong nhiều năm mà không buộc tội hoặc xét xử. Tư pháp bị kiểm soát bởi nhà nước, và không có quyền được xét xử công bằng. Người dân Libya không có quyền thay đổi chính phủ của họ. Fathi Eljahmi là một tù nhân chính trị người Libya đã nhận được sự chú ý đáng kể.

Bản đồ Phản ánh Kết quả của cuộc khảo sát 2010 của Freedom House, Liên quan đến tình trạng tự do trên thế giới trong năm 2009,liên hệ cao với những biện pháp khác của dân chủ
.
Tự do (89)
Tự do một phần (62)
Không Tự do (42)

Tự do ngôn luận, báo chí, hội họp, lập hội, và tôn giáo bị hạn chế. Tổ chức nhân quyền đều bị cấm.
Dân tộc và bộ tộc thiểu số bị phân biệt đối xử, và nhà nước vẫn tiếp tục hạn chế quyền lao động của người lao động nước ngoài.[1] Một vụ nổi tiếng là của sáu nhân viên y tế nước ngoài (năm y tá tiếng Bulgaria và một bác sĩ Palestine), người bị cáo buộc cố tình lây nhiễm cho 426 trẻ em bị nhiễm độc máu nhiễm HIV trong bệnh viện vào năm 1999. Ngày 06 Tháng 5 Năm 2004, tòa án Libya kết án các nhân viên y tế này tội chết. Họ cuối cùng đã được giải thoát trong năm 2007, sau khi ngoại giao châu Âu vào cuộc.
Chính phủ liên tục tịch thu đất, lấy đi tài sản từ các công dân bình thường. Công dân được đền bù ít hoặc không cho những nắm đất mà chính phủ các biện minh như mở rộng đường, hay nơi đặt ống của dự án Dòng Sông nhân tạo vĩ đại.
Trong năm 2005, Freedom House xếp hạng các quyền chính trị ở Libya là "7" (1 là tự do nhất và 7 không hề có tự do), tự do dân sự là "7" và đánh giá tự do "Không tự do".